# 浅草キッドのオールナイトニッポン
浅草キッドのオールナイトニッポン（あさくさキッドのオールナイトニッポン）は、ニッポン放送の深夜放送、オールナイトニッポンの月曜2部（毎週月曜日深夜27:00 - 29:00）で、浅草キッドがパーソナリティを担当していたラジオ番組。

## 概要
放送期間は1991年10月7日から1992年3月30日まで。マニアックな芸人、プロレス、風俗やその他内輪の話など、彼らのキャラクターを生かしたような放送が展開された。いくつかコーナーがあったものの、フリートークの時間も長いことが多かった。
当時のオールナイトニッポン2部ではエンディングテーマが「ビタースウィートサンバ」であったが、この番組では1部と同じくオープニングに「ビタースウィートサンバ」であり、エンディングには、アントニオ古賀「クスリ･ルンバ」（最終回はマイナー芸人などの名前を列挙した替え歌）など、番組独自で選んだ曲が流れていた。
番組中のフィラー音楽には、アントニオ猪木の「イノキ･ボンバイエ」などプロレスラーの入場テーマ曲、プロレス関係の曲が多かった。
番組の構成を務めていたのは、「ビートたけしのオールナイトニッポン」のハガキ職人出身の放送作家、ベン村さ来と高田文夫事務所の松田健次。
当番組のオリジナルジングルの主なものには、「（当時、浅草キッドの前で月曜1部パーソナリティだった）さくらももこの尻拭い」「キマラ･ワン、ツーも聴いている」「寝たきり老人も起き上がる」「林家ブーも手なづける」「ウッチャンナンチャンが嫌いな」などといったものや、オウム真理教の尊師マーチの替え歌もあった。

## 主なコーナー

### 世紀末の三波伸介びっくりしたなぁ～もう
リスナー、ハガキ職人たちが時事、スキャンダルの話題などを拾ってネタを作り投稿するコーナー。このコーナーは本番組終了後も「浅草キッドの土曜メキ突撃!ちんちん電車!（この番組では単に「びっくりしたなぁ～もう」というコーナー名）、「浅草キッドの奇跡を呼ぶラジオ」（この番組では「全日本はがき職人グランプリ」コーナーと改名）に引き継がれ、更に現在「アサヒ芸能」で連載中のコーナー「週刊アサヒ芸能人」に、このコーナーのノリと共に継承されている。

### よくばりカレンダー
「1月・2月」「3月・4月」･･･といった、主に2ヶ月単位で、有名人の面白おかしいカレンダー案のネタを投稿するコーナー。コーナー名は『ギミア・ぶれいく』（TBS）内のコーナー「関口宏のよくばりカレンダー」から取られた。このコーナーも「土曜メキ突撃!ちんちん電車!」のコーナーに引き継がれていた。

### 右手バカ一代
タイトルこそ「空手バカ一代」のパロディ（コーナーテーマ曲も空手バカ一代の主題歌）だが、内容は変わったオナニーの方法を投稿するもの。

### ラジオブックメーカー
当時フジテレビの深夜に放送されていた「TVブックメーカー」のパロディ的コーナーだが、賭けの対象は内輪的な話題が多かった。

### 燃えろ!紙のプロレス
タイトルはプロレス・格闘技専門雑誌『紙のプロレス』（現・kamipro）から採った。「びっくりしたなぁ～もう」のプロレスネタ限定版のようなノリのはがきネタの他、「プロレスラー（プロレス団体）をこれに例えたら」また逆に「これをプロレスラー（プロレス団体）に例えたら」などのネタ紹介もあった。

### キング・オブ・コメディ
まだ無名に近い、マニアックな芸人のネタを紹介するコーナー。

### ドクターおそ松
「こんな発明品があったらいいな」と思う物のネタを募集。コーナータイトルはドクター中松のもじり。

### 10年ひと昔
ある有名人になりきって、その有名人の10年後の様子についてのネタを送るコーナー。

## 林家ブー
この番組を騒がせた“謎の芸人”が彼、林家ブー。浅草キッドの2人を憎んでいるというキャラクターで、いきなり電話をかけては番組に“乱入”したり、あらかじめ放送する予定だった曲のオンエアを遮って“電波ジャック”したりと、この番組を翻弄し、盛り上げていた。語尾に「～なのよ」「～ですか」が付き、林家ペーと同じ様な口調なのだが、声はペーよりも低め。「元祖林家ブー伝説」という持ち歌もあるということなのだが、筋肉少女帯の「元祖高木ブー伝説」のカラオケに合わせて歌っただけのもので、本人いわく「コレ私のオリジナルなのよ」「向こうが真似しただけよ」。
この曲のA面は「ペー面」、B面は「ブー面」と言われているとの事。1991年12月23日のスポーツニッポンにも「林家ブーは誰でしょう」という見出しの記事が載ったこともあり、「デーモン小暮をオカマ声にしたような感じ」と書かれていた。1991年12月22日には東京・池袋の文芸坐にて、この日午前0時30分から約300人の客を集めて「林家ブーオールナイトライブinブー芸座」を行い、お面を付けた姿で登場した。この時は結局正体が明かされることのないまま番組は終了したが、のちに「ラジオビバリー昼ズ」において、高田文夫が正体（松村邦洋）を明かしたことが有り、この「ラジオビバリー昼ズ」でも1991年11月18日放送で高田が遅刻した時に、その穴を埋めるためにオープニングに出演して場をつないだことがあった。